# Hylaeus luctuosus
Hylaeus luctuosus là một loài Hymenoptera trong họ Colletidae. Loài này được Benoist mô tả khoa học năm 1944.